# Karl Wolfskehl
Karl Wolfskehl (Darmstadt, 17 settembre 1869 – Auckland, 30 giugno 1948) è stato un poeta e letterato tedesco, di origine ebraica, fu costretto a fuggire in esilio in Nuova Zelanda dal regime nazista, mantenendo tuttavia un forte legame culturale e sentimentale con la sua madrepatria testimoniato dalle sue lettere scritte in esilio e per le quali è rimasto celebre.

## Biografia
Primogenito di una nobile famiglia di origine ebraica, che vantava tuttavia un forte radicamento in territorio tedesco, risalente addirittura ai tempi di Carlo Magno. Suo padre Otto Wolfskehl, era un noto e stimato banchiere e attivista politico di ispirazione liberale, presidente della locale camera di commercio, e non ultimo eletto come rappresentante politico presso il Parlamento dell'Assia. Educato quindi in un ambiente ispirato ad ideali liberali, il giovane Karl iniziò gli studi prima alla Scuola Grammatica di Darmstadt ed in seguito letteratura tedesca prima a Gießen, poi a Lipsia ed infine a Berlino, dove fu allievo di Erich Schmidt e Richard Moritz Meyer. Dopo aver completato gli studi conobbe il poeta Stefan George con il quale strinse una salda amicizia, entrando nel suo circolo intellettuale, entrando in contatto con le più importanti figure della cultura tedesca dell'epoca come Albert Schweitzer, Paul Klee, Franz Marc ed il Rabbino Leo Baeck.
Dopo aver iniziato a collaborare con il periodico Blätter für die Kunst, Wolfskehl insieme a Alfred Schuler, Ludwig Derleth e lo stesso George fondarono il Münchener Kosmikerkreis.
Nel 1898 sposò Hanna de Haan, figlia di un musicista e maestro dell'orchestra da camera di Darmstadt. Da questa unione nacquero due figli, Judith nel 1899 e Renate nel 1901.

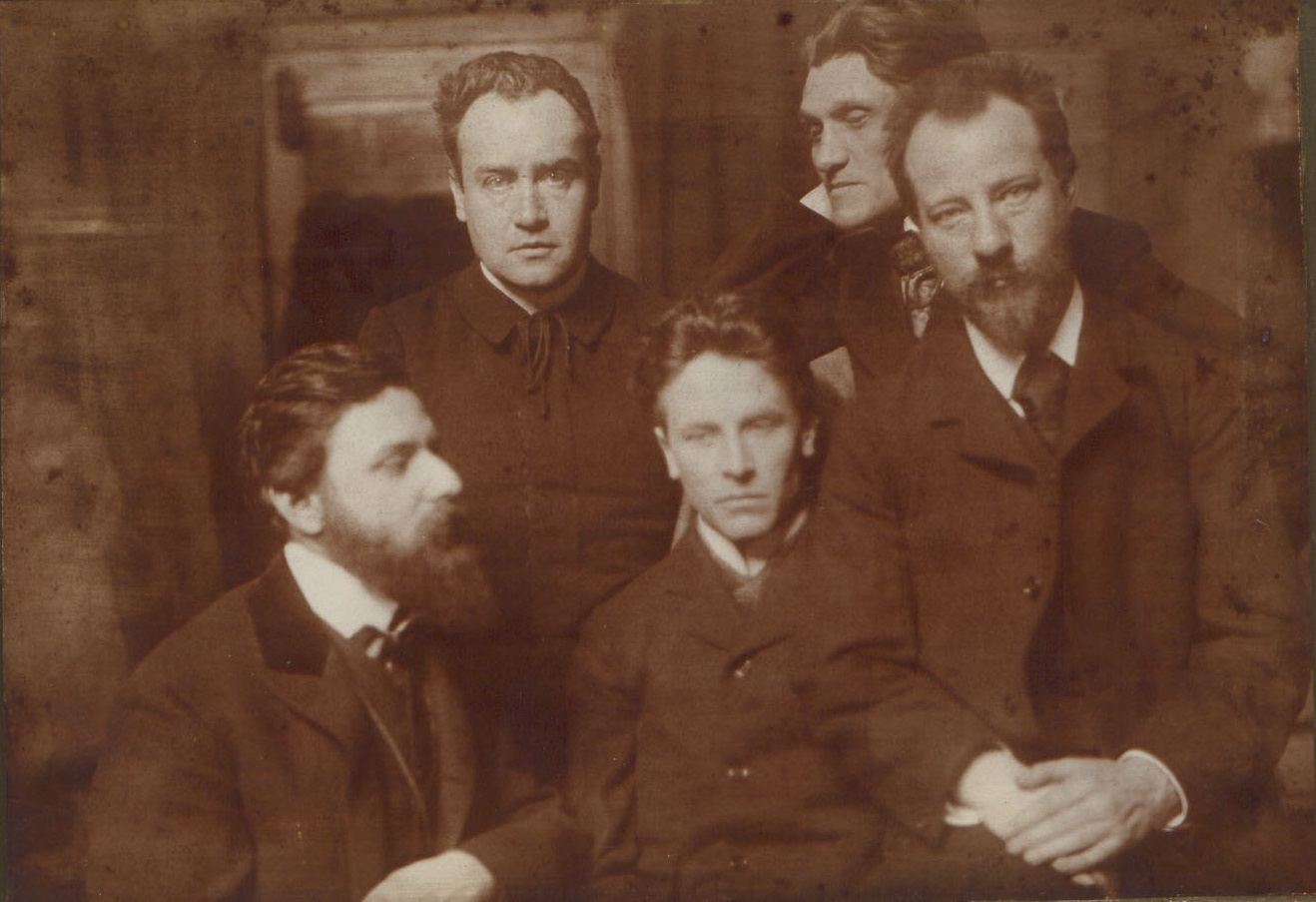
Karl Wolfskehl (in basso a sinistra), in una foto di gruppo scattata da Karl Bauer (1902)

In seguito Wolfskehl iniziò a collaborare per la rivista letteraria di Alexander von Bernus Die Freistatt che annoverava collaboratori del calibro di Ricarda Huch, Else Lasker-Schüler, Frank Wedekind, Franz Blei, Rainer Maria Rilke, Stefan Zweig, Thomas Mann ed Hermann Hesse.
Insieme a Von Bernus, Will Vesper, Rolf von Hoerschelmann, Karl Thylmann ed Emil Preetorius fondò la piccola compagnia teatrale Schwabinger Schattenspiele, ma, a seguito dell'ascesa al potere del nazismo, Wolfskehl fu perseguitato per le sue origini ebraiche e per la sua attività filo-sionista, e costretto a fuggire in esilio nel 1933 prima in Svizzera, in seguito in Italia nel 1934 ed infine in Nuova Zelanda nel 1938, insieme ad un'altra eminente fuggiasca, Margot Ruben, diventando cittadino naturalizzato neozelandese il 12 luglio 1946.
Dal suo esilio egli iniziò a scrivere la fitta corrispondenza con i suoi amici ed i suoi familiari rimasti in patria, oltre che a gran parte delle sue opere poetiche, tra le quali sono da annoverare Die Stimme spricht, An die Deutschen e Hiob oder die vier Spiegel.
Grazie all'amicizia con il poeta neozelandese R.A.K. Mason entrò in contatto con l'ambiente letterario della sua nuova patria, di cui divenne subito un punto di riferimento per artisti come Denis Glover, Alan Curnow, Frank Sargeson e soprattutto John Graham che fu grandemente influenzato dalla poesia di Wolfskehl.
Morì nel 1948 e venne sepolto al Waikumete Jewish Cemetery di Auckland dove sulla sua tomba si trova questo breve epitaffio: Exul Poeta.

## L'opera
Prima del suo esilio forzato, Wolfskehl fu noto in patria più per la sua innata capacità di raccogliere intorno a sé i più vivaci letterati e intellettuali al punto di guadagnare il nome di Zeus di Schwabing, che per il suo contributo letterario, per il quale venne considerato per lo più dalla critica contemporanea un lontano allievo di Stefan George.
Solamente intorno agli anni venti iniziò a conseguire una certa notorietà in qualità di pubblicista grazie alle sue collaborazioni per giornali come il Frankfurter Zeitung, il Münchener Neueste Nachrichten, la Literarische Welt e l'Europäische Revue. Solo dopo queste collaborazioni anche la sua attività poetica iniziò a venire apprezzata, ma la sua ascesa artistica venne bruscamente interrotta dalla persecuzione antiebraica del Nazismo. La persecuzione di questo poeta da parte del regime hitleriano è data anche dalla sua profonda celebrazione della cultura e del mondo ebraico, delle quali Wolfskehl era un profondo conoscitore e promotore; e la sua persecuzione non fece che fortificare questo amore per questi valori. Questa tendenza è testimoniata dalla pubblicazione della sua prima opera in esilio, Die Stimme spricht, pubblicata dal suo amico editore e attivista sionista Salman Schocken nel 1934 e in seguito nel 1936. La sua opera più importante può tuttavia essere considerato il poema Hiob oder die vier Spiegel, pubblicato postumo solo nel 1950 e nel quale il poeta si identifica con la figura biblica di Giobbe. Nella raccolta An die Deutschen, pubblicata nel 1947, il poeta manifesta tutta la sua condanna contro il mondo tedesco per il tradimento prima nei confronti del popolo ebreo, e poi per quello contro l'umanità stessa, questa condanna fu così feroce e sistematica che proprio per coerenza alla sua opera probabilmente l'esule Wolfskehl si rifiutò di tornare in Germania anche dopo la caduta del regime nazista. Reso quasi ormai cieco dall'età avanzata, il vecchio poeta non riuscì mai ad apprendere la lingua della sua nuova patria, e riuscì a sopravvivere solo grazie all'apporto della sua compagna Margot Ruben che si occupava di trascrivere tutte le lettere che il poeta indirizzava a tutti i suoi amici esuli come lui sparsi per il mondo; questa fittissima corrispondenza venne raccolta interamente nel 1988 e conservata allo Schiller-Nationalmuseum di Marbach am Neckar.

### Opere dell'autore
- Germanische Werbungssagen (tesi di laurea), 1893
- Saul, 1897
- Gesammelte Dichtungen, 1903
- Maskenzug, 1904
- Ulais. Gedichte, 1905
- Wolfdietrich und die rauhe Els. Schattenspiel, 1907
- Thors Hammer. Schattenspiel, 1908
- Orpheus, 1909
- Sanctus, 1909
- Der Umkreis. Gedichte, 1927
- Bild und Gesetz. Gesammelte Abhandlungen, 1930
- Bücher Bücher Bücher Bücher. Elemente der Bücherliebeskunst, 1931
- Die Stimme spricht. Gedichte, 1933
- An die Deutschen. Gedicht, 1947
- Hiob oder die vier Spiegel. Gedichte, 1950
- Sang aus dem Exil. Gedichte, 1950

### Opere sull'autore
- Faber, Richard, Männerrunde mit Gräfin. Die „Kosmiker“ Derleth, George, Klages, Schuler, Wolfskehl und Franziska zu Reventlow. Mit einem Nachdruck des Schwabinger Beobachters, Francoforte sul Meno, 1994
- Sechi, Maria (a cura di), Ritratti dell'altro. Figure di ebrei in esilio nella cultura occidentale, La Giuntina, 1997
- Hoffmann, Paul (Hg.), Karl Wolfskehl. Tübinger Symposion zum 50. Todestag, Tübingen, 1999
- Pelloni, Gabriella; Di Maio, Davide (Hg.), "Jude, Christ und Wüstensohn". Studien zum Werk Karl Wolfskehls, Berlin 2019